# Azim Gök
Abdol-Azim Gök (tiếng Ba Tư: عبدالعظیم گوک, sinh ngày 25 tháng 1 năm 1996 ở Gonbad-e Kavus) là một trung vệ bóng đá người Iran, hiện tại thi đấu cho Malavan cho mượn từ câu lạc bộ tại Persian Gulf Pro League Esteghlal.

## Sự nghiệp câu lạc bộ

### Esteghlal
Anh có màn ra mắt cho Esteghlal ở vòng 18 của Persian Gulf Pro League 2016–17 trước Sanat Naft Abadan khi thay cho Ali Ghorbani.